# 462

## Догађаји
- 1. септембар – Могући почетак првог циклуса византијских индикација.
- Вандалски рат (461-468): После преговора, цар Лав I плаћа велику откупнину за Лицинију Евдоксију и Плацидију. Враћају се после седам година заточеништва у Картагини.
- Студитски манастир је основан у Цариграду.
- Даминг календар је у Кини увео математичар Зу Чонгжи

## Смрти
- Википедија:Непознат датум — Лицинија Евдоксија - римска царица (*422.)